# لوکشتدت
لوکشتدت (به آلمانی: Lockstedt) یک شهر در آلمان است که در اشتاینبورگ واقع شده‌است. لوکشتدت ۱۷۷ نفر جمعیت دارد.